# HD 156293
HD 156293，又名CD-4311572，SAO 227813、HR 6420，是一颗恒星，视星等为5.76，位于銀經344.34，銀緯-3.8，其B1900.0坐标为赤經17h 11m 33.6s，赤緯-44° -3.8′ 16″。